# Hrvatska kuhinja u Bosni i Hercegovini
Kuhinja u Bosni i Hercegovini predstavlja jela bosanskohercegovačke kuhinje specifična ne samo hrvatskom narodu u toj zemlji. Spremanje hrane je sastavni dio tradicije i kulture. Uobičajeno je objedovanje 3 puta dnevno (doručak, ručak i večera), uz napomenu da je najvažniji i najčešće najobilniji obrok - ručak.
Prehrana se poistovjećuje s unošenjem hranjivih tvari, ali u širem smislu, predstavlja uživanje u trpezi. Ovaj veoma složen proces, koji predstavljaju međusobno povezane aktivnosti u ovom području, stvara ono što se naziva nacionalna kuhinja, koju čine: izbor namirnica, njihovo uzgajanje, priprema jela, ambijent u kojem se hrana servira, kao i način na koji se servira.

## Karakteristike
| zrna graha               | kupus                   |
| gulaš                    | pečeni odresci          |
| velika porcija ćevapa    | ćevapi u somunu s lukom |
| hladetina                | janjetina               |
| sarma                    | japrak                  |
| motani burek             | kruh                    |
| salama                   | špek                    |
| pršut                    | sir                     |
| kajmak                   | ajvar                   |
| halva                    | baklava                 |
| grožđe (žilavka)         | grožđe (blatina)        |
| tacna, džezve i fildžani | turska ili domaća kava  |

U Bosni i Hercegovini uživa se u pripremi hrane i pića, te se njima posvećuju vrlo ozbiljno. Hrana se priprema polagano, obroci su obilni, najčešće se sastoje od mesa, mliječnih prerađevina, povrća, a deserti, žestica i kava su nezaobilazni dio rituala jedenja. Bosanskohercegovačka kuhinja, baš kao i kultura, nastaje pod jakim utjecajem Istoka i Zapada. Tradicionalno kulinarstvo u Bosni i Hercegovini usko je vezano uz tursku i grčku kuhinju, a zbog austrougarske vladavine u jednom razdoblju prisutni su i brojni utjecaji iz srednje Europe.
Posebnu radost i zadovoljstvo za goste su meze. To je umjetnost laganog uživanja u jelu, uz razgovor i piće potraje po cijeli dan, sa suhim mesom, kobasicama, kajmakom, sirom, ukiseljenim povrćem, domaćim kruhom, pogačama i drugim namirnicama.
U pravilu nema zaprške i ne upotrebljavaju se jaki ljuti začini ili se upotrebljavaju u minimalnim količinama. Time je ova kuhinja približena francuskoj kuhinji te suvremenim zahtjevima medicine. Kuhana ili dinstana jela u većini slučajeva su lagana, pošto se pretežno kuhaju i dinstaju s malo vode, u pravilu juhe-fonda pa tako imaju prirodni sok, odnosno umak koji u sebi nema nimalo zaprške, a orijentalnih začina u malim količinama te oni ne umanjuju slasti i okus mesa.
Jela su dosta naturalna, s dosta povrća, voća, mlijeka i mliječnih proizvoda, kao što su špinat, zelje, patlidžan, rajčica, tikvice, luk, mrkva, peršin, celer, poriluk (prasa), mahune, riža, zelene slatke paprike, šljive, dunje, slatko i kiselo mlijeko, povlaka, slatki kajmak, kajmak itd. U pravilu nema posebnih sosova, već se oni stvaraju u jelu na bazi juhe i dodataka u tijeku kuhanja ili na kraju.

## Variva
- Gulaš
- Grah
- Mahune
- Kupus
- Riblji paprikaš
- Sataraš

## Jela od mesa
- Hladetina
- Janjetina
- Kotlovina
- Odojak
- Ćevapi
- Pljeskavica
- Ražnjići
- Miješano meso
- Sarma
- Japrak
- Punjena paprika
- Keške
- Musaka

## Pite
- Burek
- Krumpirača
- Sirnica
- Zeljanica
- Tikvara
- Buredžici
- Uštipci s kajmakom
- Kljukuša
- Kvrguša
- Prijesnac
- Kupusnjača
- Maslanica
- Oparuša
- Tirit pita

## Kruhovi
- Crni, bijeli, polubijeli, ražovi
- Somun
- Kukuruzara
- Pogača

## Šunke i kobasice
- Kobasica
- Krvavice
- Salama
- Špek
- Sudžuk
- Panceta
- Peka
- Pršut

## Sirevi
- Vlašićki sir
- Kupreški sir
- Livanjski sir
- Rakitski sir
- Hercegovački sir iz mjeha
- Mladi sir
- Kajmak
- Pavlaka

## Salate
- Ajvar
- Mladi luk
- Zelena salata
- Kiseli kupus
- Krastavci
- Miješana salata
- Francuska salata

## Slatkiši
- Baklava
- Ružica
- Hurmašica
- Sutlijaš
- Tulumbe
- Halva
- Kompot
- Jabukovača

## Pića
- Žilavka
- Blatina
- Šljivovica
- Dunjevača
- Lozovača
- Višnjevača
- Orahovača
- Medovača
- Kruškovac
- Pelinkovac
- Ožujsko pivo
- Karlovačko
- Hercegovačko pivo
- Hercegovačko tamno pivo Kosača
- Sarajevski kiseljak
- Sky Cola, Orange i Lemon; SKI
- Planinski biser
- kava (džezva, fildžan)
- čaj (kamilica, lipa, metvica, šipak
višnja, brusnica, borovnica i dr.)

## Srodni članci
- Hrvati Bosne i Hercegovine
- Etnologija Hrvata Bosne i Hercegovine
- Život i običaji Hrvata Bosne i Hercegovine
- Hrvatska kuhinja
- Bosanskohercegovačka kuhinja